# كفر حوت
كفر حوت قرية سوريّة تتبع إداريّاً لمحافظة حلب منطقة السفيرة ناحية الحاجب، بلغ تعداد سكانها (244) نسمة حسب التعداد السكاني لعام 2004.